# Bramka obrotowa

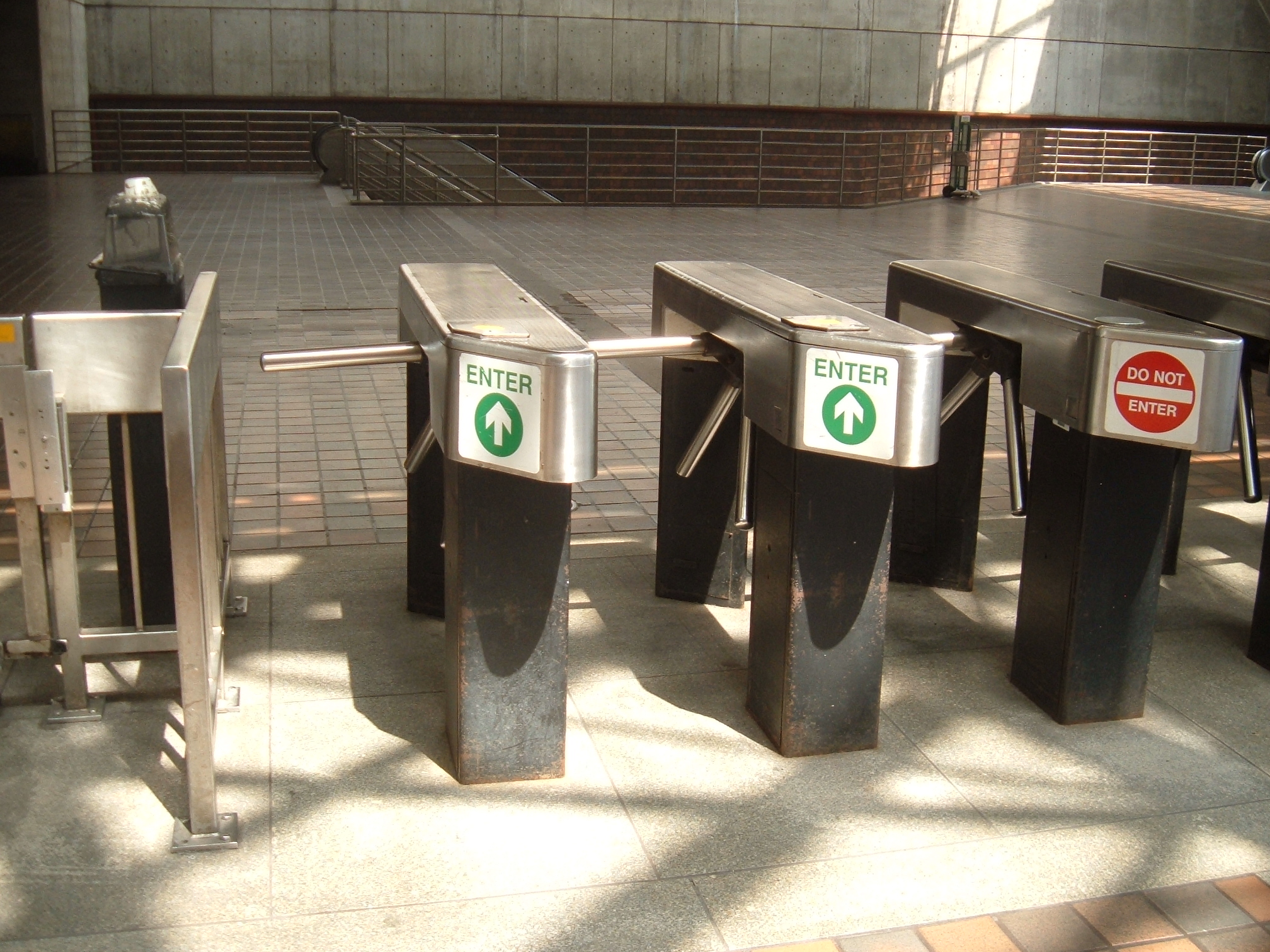
Bramki obrotowe przy wejściu do metra w Cambridge, Massachusetts

Bramki obrotowe – urządzenia sterowaniem przepływu pieszych stosowane w systemach kontroli dostępu.
Głównym zadaniem bramek obrotowych jest kontrola i weryfikacja pieszych przez nie przechodzących. Pełnią rolę ochrony przed dostępem osób nieuprawnionych do zabezpieczanego obiektu.
Rozróżnia się kilka podstawowych typów bramek:
- bramki obrotowe niskie (biurowce, baseny, hale sportowe);
- bramki obrotowe wysokie (stadiony sportowe, zakłady pracy);
- bramki uchylne (sklepy, stosowane wspólnie z innymi bramkami).

Bramki wykonane są najczęściej ze stali nierdzewnej. Mechanizmem obrotów rotora steruje układ najczęściej podłączony do systemu kontroli dostępu.